# Carolina (Rhode Island)
Carolina es un área no incorporada (o villa) ubicada en el condado de Washington en el estado estadounidense de Rhode Island. Carolina es un distrito histórico agregado al Registro Nacional de Lugares Históricos el 2 de mayo de 1974.

## Geografía
Carolina se encuentra ubicado en las coordenadas 41°27′31″N 71°39′51″O / 41.45861, -71.66417.